# USS Garrupa (SS-359)
USS Garrupa (SS-359) miał być okrętem podwodnym typu Balao, jedynym okrętem o nazwie "Garrupa" w historii United States Navy. Budowę okrętu prowadzono w stoczni Electric Boat Company w Groton w stanie Connecticut; została ona przerwana 29 lipca 1944 roku.
Nazwa okrętu pochodziła od dawnej nazwy ryby morskiej Garrupa nigrita, z rodziny strzępielowatych.